# Национальный банк Румынии
Национальный банк Румынии (рум. Banca Națională a României) — центральный банк Румынии. Надзорную функцию над банком выполняет BGNR

## История

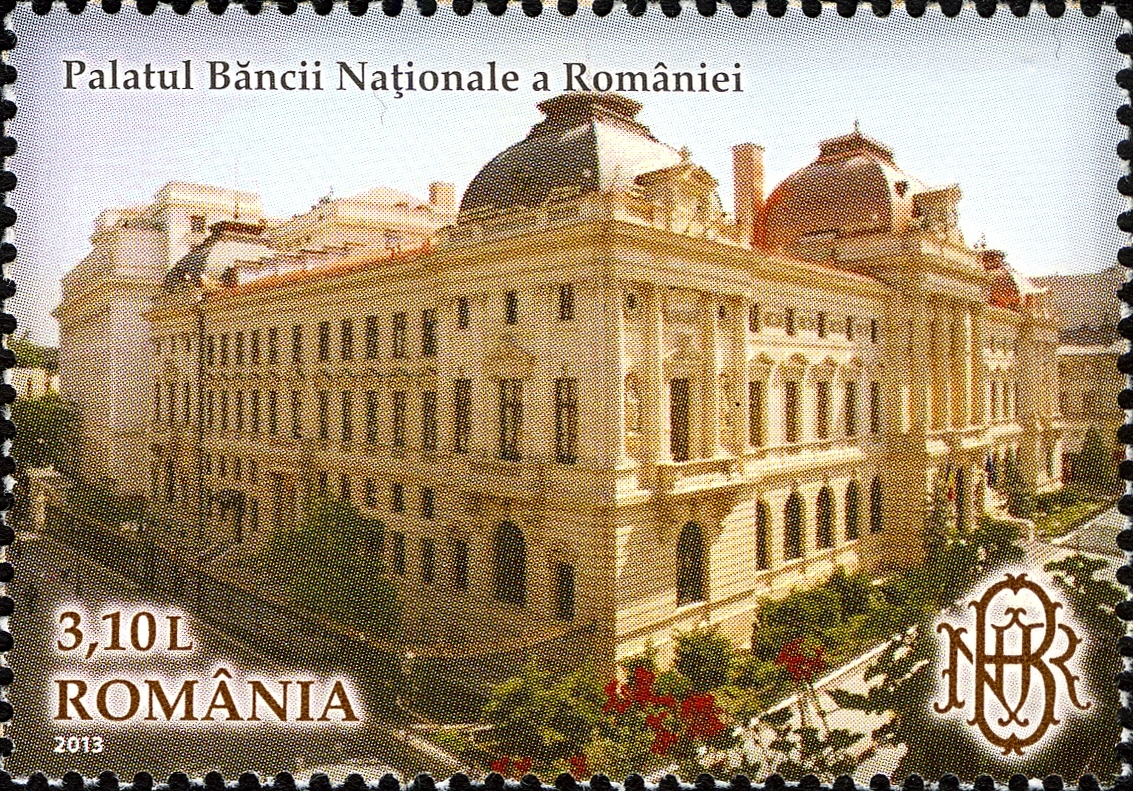
Здание Национального банка Румынии на почтовой марке Румынии, 2013 г.

Первые румынские бумажные деньги были изготовлены в 1853 году Национальным революционным комитетом — купюры в 10 дукатов. В обращении они не использовались.
Банк Молдовы, созданный в 1852 году, 1 сентября 1856 года выпустил билеты Банка Молдовы с обозначением номинала на двух языках: на румынском (в леях) и на французском (в пиастрах).
В 1877 году выпущены «ипотечные билеты» двух образцов — Министерства финансов и Национального банка Румынии (хотя банк был создан только в 1880 году).
23 апреля 1880 основан Национальный банк Румынии, ⅓ капитала банка принадлежала государству. Первым директором Национального банка Румынии более 30 лет (с 1880) был Евгений Карада.
15 ноября 1916 года Национальный банк был эвакуирован в Яссы — под защиту российских войск. Днём ранее туда же было эвакуировано казначейство.
В 1917 году на территории Румынии, оккупированной германскими и австро-венгерскими войсками, выпускались в обращение бумажные деньги Генерального банка Румынии.
31 декабря 1920 Национальный банк Румынии получил монопольное право на выпуск банкнот.
Управление банком осуществляет административный совет (Consiliu de administrație), избираемый парламентом сроком на 5 лет, при возможности переизбрания, состоит из губернатора (Guvernator), первого вице-губернатора (Prim-viceguvernator), двух вице-губернаторов (Viceguvernator) и 5 членов (Membru).